# Vier-Kontinente-Meisterschaften

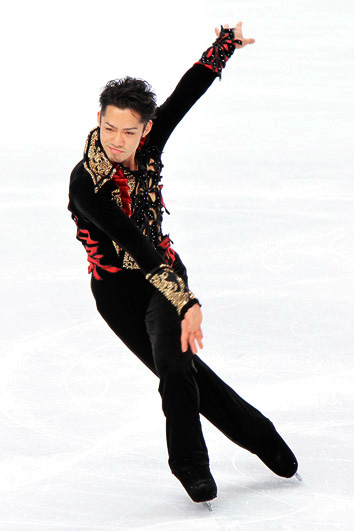
Daisuke Takahashi, Sieger der Jahre 2008 und 2011,
später erfolgreich im Eistanzen

Die Vier-Kontinente-Meisterschaften (Four Continents Figure Skating Championships; abgekürzt 4CC) sind ein jährlich Anfang oder Mitte Februar stattfindender Eiskunstlauf-Wettbewerb. Die Internationale Eislaufunion (ISU) rief diesen im Jahr 1999 ins Leben, um Sportlern aus nicht-europäischen Ländern die Teilnahme an einem ähnlichen Wettbewerb wie den wesentlich traditionsreicheren Eiskunstlauf-Europameisterschaften zu ermöglichen. Als Namensgeber der Veranstaltung, bei der Preisgelder vergeben werden, fungierten die vier Kontinente Amerika, Asien, Afrika und Ozeanien, die neben Europa auch in den olympischen Ringen verewigt sind. Eiskunstläufer konkurrieren in den Disziplinen Einzellaufen (Herren und Damen), Paarlaufen und Eistanzen.

## Austragungsorte
Traditionell wird die Vierkontinente-Meisterschaft in einem der teilnehmenden Länder ausgetragen. Häufigster Gastgeber war bislang (Stand 2025) Südkorea (8×). Die USA richteten 6 Meisterschaften aus. Taiwan war 4× Ausrichter. Drei Meisterschaften fanden in Kanada statt, je zwei in Japan und China, sowie eine in Estland.
Die Städte Taipeh und Colorado Springs richteten den Wettbewerb je viermal aus.
2025 fand die Meisterschaft in Seoul statt. Als nächster Austragungsort ist Peking vorgesehen.

### Austragung während der COVID-19-Pandemie
Die Meisterschaften 2021 sollten in Sydney stattfinden und wären damit die ersten in Australien gewesen. Sie wurden wegen der COVID-19-Pandemie abgesagt. Für 2022 war Tianjin als Wettkampfort vorgesehen. Auch dort konnte das Ereignis wegen der Pandemie nicht stattfinden. Da die ISU keinen Ausrichter aus dem Kreis der Teilnehmerländer fand, vergab sie die Wettkämpfe erstmals nach Europa, an die estnische Hauptstadt Tallinn. Dort fanden sie unmittelbar im Anschluss an die Europameisterschaften statt. Dabei waren die Starterfelder kleiner als bei allen vorherigen Titelkämpfen. Insbesondere fehlte die chinesische Mannschaft wegen der dortigen Ausreisebeschränkungen.

## Startberechtigung
Eiskunstläufer qualifizieren sich für die Vier-Kontinente-Meisterschaften, wenn sie Staatsangehöriger eines nicht-europäischen Landes sind, das Mitglied der Internationalen Eislaufunion ist. Dieselbe Regel gilt auch für die Preisrichter. Im Gegensatz zu anderen internationalen Wettbewerben darf jedes Teilnehmerland bis zu drei Sportler beziehungsweise Paare in jeder Disziplin stellen. Die Nominierungen erfolgen durch die jeweiligen nationalen Verbände. Wie auch bei anderen ISU-Wettbewerben müssen die Teilnehmer vor dem 1. Juli des Vorjahres das 15. Lebensjahr vollendet haben.

## Teilnehmende Länder

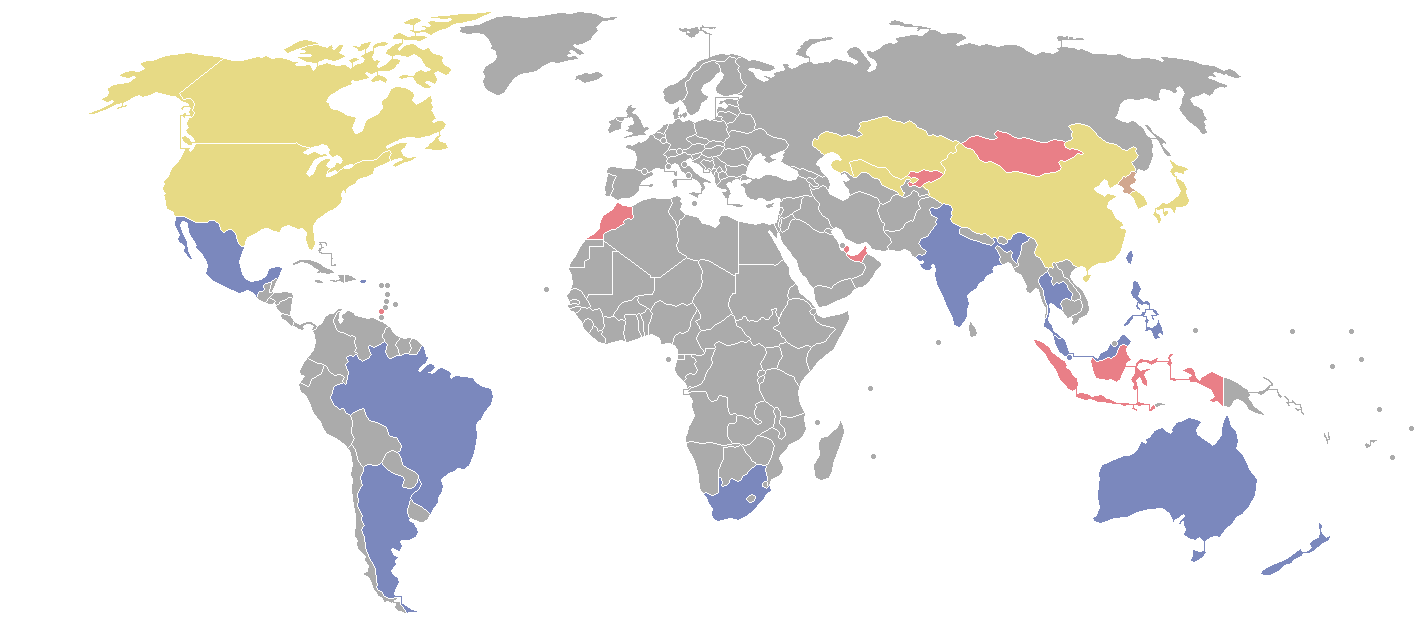
Startberechtigte Länder bei der Vier-Kontinente-Meisterschaft (gold: siegreiche Länder, rot: Länder ohne Teilnahme) (Stand 2015)

Der Internationalen Eislaufunion gehören (Stand: 2023) 35 außereuropäische Länder an. Frühere Mitglieder waren Kambodscha, Puerto Rico und Grenada. Davon haben bislang 22 an einer Vier-Kontinente-Meisterschaft teilgenommen. Von den nach geographischen Erwägungen startberechtigten ISU-Mitgliedern haben Ägypten, Chile, Ecuador, Grenada, Indonesien, Kambodscha, Katar, Kirgisistan, Kolumbien, Kuwait, Marokko, die Mongolei, Peru, Turkmenien, die Vereinigten Arabischen Emirate und Vietnam bisher keine Teilnehmer entsandt. 6 Mannschaften waren bei allen bisherigen Austragungen am Start. China fehlte nur 2022 wegen der Covid-19-Pandemie.
| Teilnahmen | Land                      | Jahre                                   |
| ---------- | ------------------------- | --------------------------------------- |
| 26×        | Australien                | 1999–2025                               |
| 26×        | Japan                     | 1999–2025                               |
| 26×        | Kanada                    | 1999–2025                               |
| 26×        | Südkorea (Republik Korea) | 1999–2025                               |
| 26×        | Taiwan (Republik China)   | 1999–2025                               |
| 26×        | Vereinigte Staaten        | 1999–2025                               |
| 25×        | China                     | 1999–2020, 2023–2025                    |
| 22×        | Mexiko                    | 1999–2015, 2018–2022, 2024, 2025        |
| 21×        | Kasachstan                | 1999–2001, 2005, 2008–2023, 2025        |
| 20×        | Hongkong                  | 2001, 2002, 2005, 2007–2012, 2014–2025  |
| 20×        | Usbekistan                | 1999–2015, 2017, 2018, 2025             |
| 19×        | Südafrika                 | 1999–2014, 2016, 2017, 2025             |
| 17×        | Philippinen               | 2006, 2008–2017, 2019–2025              |
| 14×        | Neuseeland                | 1999–2010, 2022, 2023                   |
| 10×        | Thailand                  | 2006, 2008–2012, 2016, 2018–2020        |
| 8×         | Brasilien                 | 2007–2010, 2012, 2015, 2019, 2024       |
| 8×         | Singapur                  | 2010–2012, 2017, 2018, 2020, 2023, 2024 |
| 8×         | Malaysia                  | 2014–2019, 2024, 2025                   |
| 6×         | Indien                    | 2007, 2013, 2014, 2022, 2023, 2025      |
| 2×         | Puerto Rico               | 2011, 2012                              |
| 2×         | Argentinien               | 2015, 2016                              |
| 2×         | Nordkorea                 | 2016, 2018                              |

## Medaillengewinner

### Herren

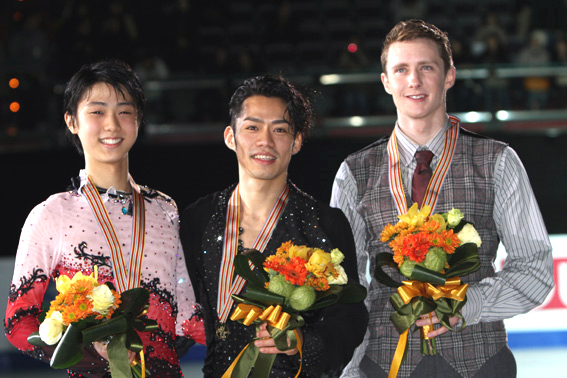
Das Siegerpodest des Jahres 2011

Am erfolgreichsten in dieser Disziplin waren bisher japanische Eiskunstläufer mit zehn Siegen. Dreifacher Einzelsieger ist der Kanadier Patrick Chan (2009, 2012 und 2016).
| Jahr | Austragungsort   | Starter | Gold               | Silber            | Bronze            |
| ---- | ---------------- | ------- | ------------------ | ----------------- | ----------------- |
| 1999 | Halifax          | 18      | Takeshi Honda      | Li Chengjiang     | Elvis Stojko      |
| 2000 | Osaka            | 24      | Elvis Stojko       | Li Chengjiang     | Zhang Min         |
| 2001 | Salt Lake City   | 22      | Li Chengjiang      | Takeshi Honda     | Michael Weiss     |
| 2002 | Jeonju           | 22      | Jeffrey Buttle     | Takeshi Honda     | Gao Song          |
| 2003 | Peking           | 21      | Takeshi Honda      | Zhang Min         | Li Chengjiang     |
| 2004 | Hamilton         | 22      | Jeffrey Buttle     | Emanuel Sandhu    | Evan Lysacek      |
| 2005 | Gangneung        | 24      | Evan Lysacek       | Li Chengjiang     | Daisuke Takahashi |
| 2006 | Colorado Springs | 24      | Nobunari Oda       | Christopher Mabee | Matthew Savoie    |
| 2007 | Colorado Springs | 21      | Evan Lysacek       | Jeffrey Buttle    | Jeremy Abbott     |
| 2008 | Goyang           | 21      | Daisuke Takahashi  | Jeffrey Buttle    | Evan Lysacek      |
| 2009 | Vancouver        | 26      | Patrick Chan       | Evan Lysacek      | Takahiko Kozuka   |
| 2010 | Jeonju           | 27      | Adam Rippon        | Tatsuki Machida   | Kevin Reynolds    |
| 2011 | Taipeh           | 20      | Daisuke Takahashi  | Yuzuru Hanyū      | Jeremy Abbott     |
| 2012 | Colorado Springs | 28      | Patrick Chan       | Daisuke Takahashi | Ross Miner        |
| 2013 | Osaka            | 23      | Kevin Reynolds     | Yuzuru Hanyū      | Yan Han           |
| 2014 | Taipeh           | 27      | Takahito Mura      | Takahiko Kozuka   | Nan Song          |
| 2015 | Seoul            | 26      | Denis Ten          | Joshua Farris     | Yan Han           |
| 2016 | Taipeh           | 23      | Patrick Chan       | Jin Boyang        | Yan Han           |
| 2017 | Gangneung        | 26      | Nathan Chen        | Yuzuru Hanyū      | Shōma Uno         |
| 2018 | Taipeh           | 30      | Jin Boyang         | Shōma Uno         | Jason Brown       |
| 2019 | Anaheim          | 25      | Shōma Uno          | Jin Boyang        | Vincent Zhou      |
| 2020 | Seoul            | 25      | Yuzuru Hanyū       | Jason Brown       | Yuma Kagiyama     |
| 2022 | Tallinn          | 17      | Cha Jun-hwan       | Kazuki Tomono     | Kao Miura         |
| 2023 | Colorado Springs | 22      | Kao Miura          | Keegan Messing    | Shun Satō         |
| 2024 | Shanghai         | 27      | Yuma Kagiyama      | Shun Satō         | Cha Jun-hwan      |
| 2025 | Seoul            | 22      | Michail Schaidorow | Cha Jun-hwan      | Jimmy Ma          |

#### Medaillenspiegel
| Platz | Land                | Gold | Silber | Bronze |
| ----- | ------------------- | ---- | ------ | ------ |
| 1     | Japan               | 10   | 11     | 06     |
| 2     | Kanada              | 07   | 05     | 02     |
| 3     | Vereinigte Staaten  | 04   | 03     | 10     |
| 4     | Volksrepublik China | 02   | 06     | 07     |
| 5     | Kasachstan          | 02   | -      | -      |
| 6     | Südkorea            | 01   | 01     | 01     |

### Damen

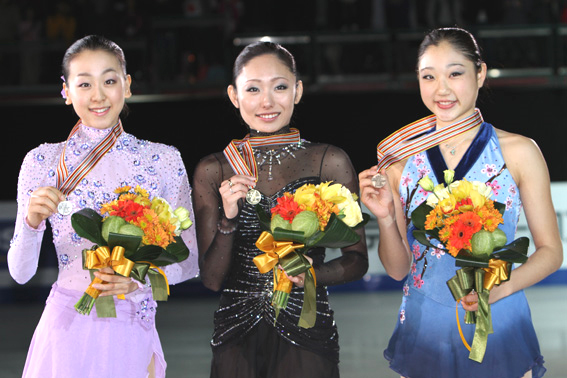
Das Siegerpodest des Jahres 2011

Am erfolgreichsten in dieser Disziplin waren japanische Eiskunstläuferinnen (16 Siege), gefolgt von ihren Kolleginnen aus den Vereinigten Staaten (sechs). Bisher dreimal erfolgreich waren die Japanerinnen Fumie Suguri (2001, 2003 und 2005) und Mao Asada (2008, 2010 und 2013). Bei den Meisterschaften 2003, 2013 und 2018 gelang den Japanerinnen jeweils ein Dreifach-Erfolg.
| Jahr | Austragungsort   | Starterinnen | Gold             | Silber                | Bronze           |
| ---- | ---------------- | ------------ | ---------------- | --------------------- | ---------------- |
| 1999 | Halifax          | 20           | Tatjana Malinina | Amber Corwin          | Angela Nikodinov |
| 2000 | Osaka            | 27           | Angela Nikodinov | Stacey Pensgen        | Annie Bellemare  |
| 2001 | Salt Lake City   | 32           | Fumie Suguri     | Angela Nikodinov      | Yoshie Onda      |
| 2002 | Jeonju           | 28           | Jennifer Kirk    | Shizuka Arakawa       | Yoshie Onda      |
| 2003 | Peking           | 27           | Fumie Suguri     | Shizuka Arakawa       | Yukari Nakano    |
| 2004 | Hamilton         | 26           | Yukina Ōta       | Cynthia Phaneuf       | Amber Corwin     |
| 2005 | Gangneung        | 25           | Fumie Suguri     | Yoshie Onda           | Jennifer Kirk    |
| 2006 | Colorado Springs | 26           | Katy Taylor      | Yukari Nakano         | Beatrisa Liang   |
| 2007 | Colorado Springs | 26           | Kimmie Meissner  | Emily Hughes          | Joannie Rochette |
| 2008 | Goyang           | 32           | Mao Asada        | Joannie Rochette      | Miki Ando        |
| 2009 | Vancouver        | 35           | Yu-Na Kim        | Joannie Rochette      | Mao Asada        |
| 2010 | Jeonju           | 38           | Mao Asada        | Akiko Suzuki          | Caroline Zhang   |
| 2011 | Taipeh           | 29           | Miki Ando        | Mao Asada             | Mirai Nagasu     |
| 2012 | Colorado Springs | 30           | Ashley Wagner    | Mao Asada             | Caroline Zhang   |
| 2013 | Osaka            | 20           | Mao Asada        | Akiko Suzuki          | Kanako Murakami  |
| 2014 | Taipeh           | 21           | Kanako Murakami  | Satoko Miyahara       | Li Zijun         |
| 2015 | Seoul            | 19           | Polina Edmunds   | Satoko Miyahara       | Rika Hongo       |
| 2016 | Taipeh           | 22           | Satoko Miyahara  | Mirai Nagasu          | Rika Hongo       |
| 2017 | Gangneung        | 23           | Mai Mihara       | Gabrielle Daleman     | Mirai Nagasu     |
| 2018 | Taipeh           | 23           | Kaori Sakamoto   | Mai Mihara            | Satoko Miyahara  |
| 2019 | Anaheim          | 22           | Rika Kihira      | Elisabet Tursynbajewa | Mai Mihara       |
| 2020 | Seoul            | 21           | Rika Kihira      | You Young             | Bradie Tennell   |
| 2022 | Tallinn          | 20           | Mai Mihara       | Lee Hae-in            | Kim Ye-lim       |
| 2023 | Colorado Springs | 23           | Lee Hae-in       | Kim Ye-lim            | Mone Chiba       |
| 2024 | Shanghai         | 26           | Mone Chiba       | Kim Chae-yeon         | Rinka Watanabe   |
| 2025 | Seoul            | 21           | Kim Chae-yeon    | Bradie Tennell        | Sarah Everhardt  |

#### Medaillenspiegel
| Platz | Land                | Gold | Silber | Bronze |
| ----- | ------------------- | ---- | ------ | ------ |
| 1     | Japan               | 16   | 10     | 12     |
| 2     | Vereinigte Staaten  | 06   | 07     | 10     |
| 3     | Südkorea            | 03   | 04     | 01     |
| 4     | Usbekistan          | 01   | -      | -      |
| 5     | Kanada              | -    | 04     | 02     |
| 6     | Kasachstan          | -    | 01     | -      |
| 7     | Volksrepublik China | -    | -      | 01     |

### Paare
Am erfolgreichsten in dieser Disziplin waren mit großem Vorsprung die chinesischen Eiskunstlaufpaare (15 Siege). Jeweils Fünfmal erfolgreich waren die Paare Pang Qing / Tong Jian (2002, 2004, 2008, 2009 und 2011) und Sui Wenjing / Han Cong (2012, 2014, 2016, 2017 und 2019). 2003 gingen alle Medaillen an chinesische Paare.
| Jahr | Austragungsort   | Paare | Gold                                     | Silber                                   | Bronze                                   |
| ---- | ---------------- | ----- | ---------------------------------------- | ---------------------------------------- | ---------------------------------------- |
| 1999 | Halifax          | 8     | Shen Xue / Zhao Hongbo                   | Kristy Sargeant / Kris Wirtz             | Danielle Hartsell / Steve Hartsell       |
| 2000 | Osaka            | 10    | Jamie Salé / David Pelletier             | Kyoko Ina / John Zimmerman               | Tiffany Scott / Philip Dulebohn          |
| 2001 | Salt Lake City   | 11    | Jamie Salé / David Pelletier             | Shen Xue / Zhao Hongbo                   | Kyoko Ina / John Zimmerman               |
| 2002 | Jeonju           | 10    | Pang Qing / Tong Jian                    | Anabelle Langlois / Patrice Archetto     | Zhang Dan / Zhang Hao                    |
| 2003 | Peking           | 11    | Shen Xue / Zhao Hongbo                   | Pang Qing / Tong Jian                    | Zhang Dan / Zhang Hao                    |
| 2004 | Hamilton         | 10    | Pang Qing / Tong Jian                    | Zhang Dan / Zhang Hao                    | Valerie Marcoux / Craig Buntin           |
| 2005 | Gangneung        | 8     | Zhang Dan / Zhang Hao                    | Pang Qing / Tong Jian                    | Kathryn Orscher / Garrett Lucash         |
| 2006 | Colorado Springs | 9     | Rena Inoue / John Baldwin                | Utako Wakamatsu / Jean-Sébastien Fecteau | Elizabeth Putnam / Sean Wirtz            |
| 2007 | Colorado Springs | 9     | Shen Xue / Zhao Hongbo                   | Pang Qing / Tong Jian                    | Rena Inoue / John Baldwin                |
| 2008 | Goyang           | 9     | Pang Qing / Tong Jian                    | Zhang Dan / Zhang Hao                    | Brooke Castile / Benjamin Okolski        |
| 2009 | Vancouver        | 11    | Pang Qing / Tong Jian                    | Jessica Dubé / Bryce Davison             | Zhang Dan / Zhang Hao                    |
| 2010 | Jeonju           | 11    | Zhang Dan / Zhang Hao                    | Keauna McLaughlin / Rockne Brubaker      | Meagan Duhamel / Craig Buntin            |
| 2011 | Taipeh           | 10    | Pang Qing / Tong Jian                    | Meagan Duhamel / Eric Radford            | Paige Lawrence / Rudi Swiegers           |
| 2012 | Colorado Springs | 10    | Sui Wenjing / Han Cong                   | Caydee Denney / John Coughlin            | Mary Beth Marley / Rockne Brubaker       |
| 2013 | Osaka            | 7     | Meagan Duhamel / Eric Radford            | Kirsten Moore-Towers / Dylan Moscovitch  | Marissa Castelli / Simon Shnapir         |
| 2014 | Taipeh           | 7     | Sui Wenjing / Han Cong                   | Tarah Kayne / Danny O’Shea               | Alexa Scimeca / Chris Knierim            |
| 2015 | Seoul            | 10    | Meagan Duhamel / Eric Radford            | Peng Cheng / Zhang Hao                   | Pang Qing / Tong Jian                    |
| 2016 | Taipeh           | 10    | Sui Wenjing / Han Cong                   | Alexa Scimeca / Chris Knierim            | Yu Xiaoyu / Jin Yang                     |
| 2017 | Gangneung        | 15    | Sui Wenjing / Han Cong                   | Meagan Duhamel / Eric Radford            | Liubov Ilyuchechkina / Dylan Moscovitch  |
| 2018 | Taipeh           | 10    | Tarah Kayne / Danny O’Shea               | Ashley Cain / Timothy LeDuc              | Tae Ok Ryom / Ju Sik Kim                 |
| 2019 | Anaheim          | 8     | Sui Wenjing / Han Cong                   | Kirsten Moore-Towers / Michael Marinaro  | Peng Cheng / Jin Yang                    |
| 2020 | Seoul            | 10    | Sui Wenjing / Han Cong                   | Peng Cheng / Jin Yang                    | Kirsten Moore-Towers / Michael Marinaro  |
| 2022 | Tallinn          | 6     | Audrey Lu / Misha Mitrofanov             | Emily Chan / Spencer Howe                | Evelyn Walsh / Trennt Michaud            |
| 2023 | Colorado Springs | 10    | Riku Miura / Ryūichi Kihara              | Emily Chan / Spencer Howe                | Deanna Stellato-Dudek / Maxime Deschamps |
| 2024 | Shanghai         | 12    | Deanna Stellato-Dudek / Maxime Deschamps | Riku Miura / Ryūichi Kihara              | Ellie Kam / Daniel O’Shea                |
| 2025 | Seoul            | 11    | Riku Miura / Ryūichi Kihara              | Deanna Stellato-Dudek / Maxime Deschamps | Lia Pereira / Trennt Michaud             |

#### Medaillenspiegel
| Platz | Land                | Gold | Silber | Bronze |
| ----- | ------------------- | ---- | ------ | ------ |
| 1     | Volksrepublik China | 16   | 8      | 6      |
| 2     | Kanada              | 05   | 9      | 09     |
| 3     | Vereinigte Staaten  | 03   | 8      | 10     |
| 4     | Japan               | 02   | 1      | 0      |
| 5     | Nordkorea           | -    | -      | 01     |

### Eistanz
Bislang errangen US-amerikanische Paare 15 Siege, kanadische Eistanzpaare gewannen zehn Wettbewerbe. Von den bisher vergebenen 78 Medaillen gingen nur zwei nicht nach Nordamerika. Diese beiden (1× Silber, 1× Bronze) gingen nach Japan. Den bislang einzigen Dreifach-Erfolg erreichten die USA im Jahre 2005.
Je dreimal erfolgreich waren die Kanadier Shae-Lynn Bourne / Victor Kraatz (1999, 2001, 2003) und Tessa Virtue / Scott Moir (2008, 2012, 2017) sowie die US-amerikanischen Paare Tanith Belbin / Benjamin Agosto (2004–2006), Meryl Davis / Charlie White (2009, 2011, 2013) und Madison Chock / Evan Bates (2019, 2020, 2023)
| Jahr | Austragungsort   | Paare | Gold                                   | Silber                                       | Bronze                                   |
| ---- | ---------------- | ----- | -------------------------------------- | -------------------------------------------- | ---------------------------------------- |
| 1999 | Halifax          | 13    | Shae-Lynn Bourne / Victor Kraatz       | Naomi Lang / Peter Tchernyshev               | Chantal Lefebvre / Michel Brunet         |
| 2000 | Osaka            | 14    | Naomi Lang / Peter Tchernyshev         | Marie-France Dubreuil / Patrice Lauzon       | Jamie Silverstein / Justin Pekarek       |
| 2001 | Salt Lake City   | 15    | Shae-Lynn Bourne / Victor Kraatz       | Naomi Lang / Peter Tchernyshev               | Marie-France Dubreuil / Patrice Lauzon   |
| 2002 | Jeonju           | 15    | Naomi Lang / Peter Tchernyshev         | Tanith Belbin / Benjamin Agosto              | Megan Wing / Aaron Lowe                  |
| 2003 | Peking           | 13    | Shae-Lynn Bourne / Victor Kraatz       | Tanith Belbin / Benjamin Agosto              | Naomi Lang / Peter Tchernyshev           |
| 2004 | Hamilton         | 13    | Tanith Belbin / Benjamin Agosto        | Marie-France Dubreuil / Patrice Lauzon       | Megan Wing / Aaron Lowe                  |
| 2005 | Gangneung        | 17    | Tanith Belbin / Benjamin Agosto        | Melissa Gregory / Denis Petukhov             | Lydia Manon / Ryan O’Meara               |
| 2006 | Colorado Springs | 15    | Tanith Belbin / Benjamin Agosto        | Morgan Matthews / Maxim Sawosin              | Tessa Virtue / Scott Moir                |
| 2007 | Colorado Springs | 12    | Marie-France Dubreuil / Patrice Lauzon | Tanith Belbin / Benjamin Agosto              | Tessa Virtue / Scott Moir                |
| 2008 | Goyang           | 13    | Tessa Virtue / Scott Moir              | Meryl Davis / Charlie White                  | Kimberly Navarro / Brent Bommentre       |
| 2009 | Vancouver        | 11    | Meryl Davis / Charlie White            | Tessa Virtue / Scott Moir                    | Emily Samuelson / Evan Bates             |
| 2010 | Jeonju           | 12    | Kaitlyn Weaver / Andrew Poje           | Allie Hann-McCurdy / Michael Coreno          | Madison Hubbell / Keiffer Hubbell        |
| 2011 | Taipeh           | 12    | Meryl Davis / Charlie White            | Maia Shibutani / Alex Shibutani              | Vanessa Crone / Paul Poirier             |
| 2012 | Colorado Springs | 11    | Tessa Virtue / Scott Moir              | Meryl Davis / Charlie White                  | Kaitlyn Weaver / Andrew Poje             |
| 2013 | Osaka            | 13    | Meryl Davis / Charlie White            | Tessa Virtue / Scott Moir                    | Madison Chock / Evan Bates               |
| 2014 | Taipeh           | 15    | Madison Hubbell / Zachary Donohue      | Piper Gilles / Paul Poirier                  | Alexandra Aldridge / Daniel Eaton        |
| 2015 | Seoul            | 13    | Kaitlyn Weaver / Andrew Poje           | Madison Chock / Evan Bates                   | Maia Shibutani / Alex Shibutani          |
| 2016 | Taipeh           | 16    | Maia Shibutani / Alex Shibutani        | Madison Chock / Evan Bates                   | Kaitlyn Weaver / Andrew Poje             |
| 2017 | Gangneung        | 16    | Tessa Virtue / Scott Moir              | Maia Shibutani / Alex Shibutani              | Madison Chock / Evan Bates               |
| 2018 | Taipeh           | 14    | Kaitlin Hawayek / Jean-Luc Baker       | Carolane Soucisse / Shane Firus              | Kana Muramoto / Chris Reed               |
| 2019 | Anaheim          | 12    | Madison Chock / Evan Bates             | Kaitlyn Weaver / Andrew Poje                 | Piper Gilles / Paul Poirier              |
| 2020 | Seoul            | 16    | Madison Chock / Evan Bates             | Piper Gilles / Paul Poirier                  | Madison Hubbell / Zachary Donohue        |
| 2022 | Tallinn          | 10    | Caroline Green / Michael Parsons       | Kana Muramoto / Daisuke Takahashi            | Christina Carreira / Anthony Ponomarenko |
| 2023 | Colorado Springs | 12    | Madison Chock / Evan Bates             | Laurence Fournier Beaudry / Nikolaj Sørensen | Marjorie Lajoie / Zachary Lagha          |
| 2024 | Shanghai         | 16    | Piper Gilles / Paul Poirier            | Laurence Fournier Beaudry / Nikolaj Sørensen | Christina Carreira / Anthony Ponomarenko |
| 2025 | Seoul            | 14    | Piper Gilles / Paul Poirier            | Madison Chock / Evan Bates                   | Marjorie Lajoie / Zachary Lagha          |

#### Medaillenspiegel
| Platz | Land               | Gold | Silber | Bronze |
| ----- | ------------------ | ---- | ------ | ------ |
| 1     | Vereinigte Staaten | 15   | 14     | 13     |
| 2     | Kanada             | 11   | 11     | 12     |
| 3     | Japan              | -    | 01     | 01     |

### Gesamt-Medaillenspiegel
| Platz | Land                | Gold | Silber | Bronze |
| ----- | ------------------- | ---- | ------ | ------ |
| 1     | Vereinigte Staaten  | 28   | 31     | 43     |
| 2     | Japan               | 28   | 24     | 19     |
| 3     | Kanada              | 23   | 29     | 25     |
| 4     | Volksrepublik China | 18   | 14     | 14     |
| 5     | Südkorea            | 04   | 05     | 02     |
| 6     | Kasachstan          | 02   | 01     | -      |
| 7     | Usbekistan          | 01   | -      | -      |
| 8     | Nordkorea           | -    | -      | 01     |